# The Burning Plain
The Burning Plain (bra: Vidas Que Se Cruzam; prt: Longe da Terra Queimada) é um filme norte-americano de 2008, do gênero drama, escrito e dirigido por Guillermo Arriaga, o roteirista de Amores Perros, 21 Grams e Babel. 
As filmagens de The Burning Plain começaram no Novo México, em novembro de 2007, e o filme foi lançado no final de 2008 em vários festivais, antes de ser liberado em 2009.

## Enredo
Típico dos trabalhos de Arriaga, este filme é contado em uma narrativa não-linear, onde os eventos são revelados fora de sequência. O resumo do enredo seguinte está em ordem cronológica e, portanto, não reflete a sequência exata dos eventos como visto na tela.
A história começa em meados da década de 1990 em uma pequena cidade perto de Las Cruces, no Novo México (perto da fronteira com o México), onde somos apresentados a Gina (Kim Basinger), esposa e mãe de quatro filhos. Gina está tendo um caso com um homem local chamado Nick Martinez (Joaquim de Almeida), que também tem uma família própria; Mas, sem o conhecimento dos dois, a filha adolescente de Gina Mariana (Jennifer Lawrence) descobre sobre seu caso de amor. Mariana segue sua mãe para o trailer de Nick. Sabendo que os dois estão dentro; E, em um esforço para fazê-los terminar seu caso, desliga o cano de gás que conduz no reboque e ajusta-o no fogo. As chamas finalmente chegam a um tanque de gasolina, que explode, consumindo todo o trailer e reivindicando a vida de Nick e Gina, embora Mariana não tivesse intenção de matar qualquer um deles. Depois do funeral, o filho de Mariana e Nick, Santiago (JD Pardo), começa lentamente a desenvolver uma relação própria. Mariana logo percebe que está grávida da filha de Santiago .Os dois fogem para o México em meio à desaprovação de suas famílias e decidem ter o bebê lá; Mas, depois que ela deu à luz sua filha, Mariana abandona sua família e muda seu nome para Sylvia.
Mais de uma década depois, Sylvia (agora interpretada por Charlize Theron) está trabalhando em um restaurante de classe alta no Oregon. Apesar de seu sucesso, ela recorre à promiscuidadee tem pensamentos persistentes de suicídio. Aqui, vemos um homem misterioso seguindo-a ao redor. É Carlos (José Maria Yazpik), um amigo íntimo e parceiro de negócios de Santiago. Depois de um acidente envolvendo seu avião de colheita, o hospitalizado Santiago pede a Carlos para procurar por Sylvia, para quem Santiago tem procurado desde que ela o abandonou e sua filha de dois dias.
Porque Carlos não fala inglês e Sylvia não fala espanhol, ele tem dificuldade explicar a ela o propósito de sua visita. Em vez disso, ele surpreende Sylvia com sua filha de doze anos, Maria (Tessa Ia). Maria, que já estava relutante em se encontrar com sua mãe distante, está triste quando Sylvia se afasta apressadamente sem falar com ela quando vê Maria e Carlos esperando por ela fora de casa. Depois de perceber seu erro, Sylvia pede a ajuda de sua amiga Laura (Robin Tunney) para encontrar Carlos e Maria.
Depois de se reunir, Sylvia, Maria e Carlos vão para o México, onde Sylvia pede desculpas a Maria pelos anos que esteve ausente de sua vida. Eles visitam Santiago, que é sedado devido à extensão de seus ferimentos. Sylvia confessa seus pecados passados, insegura se ele nunca vai acordar novamente. O médico assegura-lhes que ele vai ficar bem, e a história termina em uma nota esperançosa.

## Elenco
| Ator               | Personagem       |
| ------------------ | ---------------- |
| Charlize Theron    | Sylvia           |
| Kim Basinger       | Gina             |
| Jennifer Lawrence  | Mariana / Sylvia |
| Joaquim de Almeida | Nick Martinez    |
| John Corbett       | John             |
| Robin Tunney       | Laura            |

## Recepção
The Burning Plain recebeu críticas mistas a negativas da imprensa. No consenso do agregador de críticas Rotten Tomatoes diz: "Este drama multi-narrativo fortemente simbólico e melodramático carece de ressonância emocional." Na pontuação onde a equipe do site categoriza as opiniões da grande mídia e da mídia independente apenas como positivas ou negativas, o filme tem um índice de aprovação "podre" de 38% calculado com base em 80 comentários dos críticos. Por comparação, com as mesmas opiniões sendo calculadas usando uma média aritmética ponderada, a nota alcançada é 5/10.
Em outro agregador, o Metacritic, que calcula as notas das opiniões usando somente uma média aritmética ponderada de determinados veículos de comunicação em maior parte da grande mídia, tem uma pontuação de 45/100, alcançada com base em 18 avaliações da imprensa anexadas no site, com a indicação de "revisões mistas ou neutras".
Das críticas mais positivas, David Gritten escreveu para o The Daily Telegraph dizendo que "tem todas as credenciais corretas: é séria e dramática, com temas universais e uma embreagem de belas atuações". Wendy Ide, escreveu para o The Times que é um "conto elegantemente estruturado de vidas unidas com tragédia e culpa". Ide também elogiou o desempenho de Theron e concluiu que é uma "produção de qualidade". De acordo com Time Out, "Arriaga tem entregue uma estreia convincente e divertida que permanece fiel aos seus interesses anteriores."